# 에스토니아 대통령

에스토니아의 대통령기

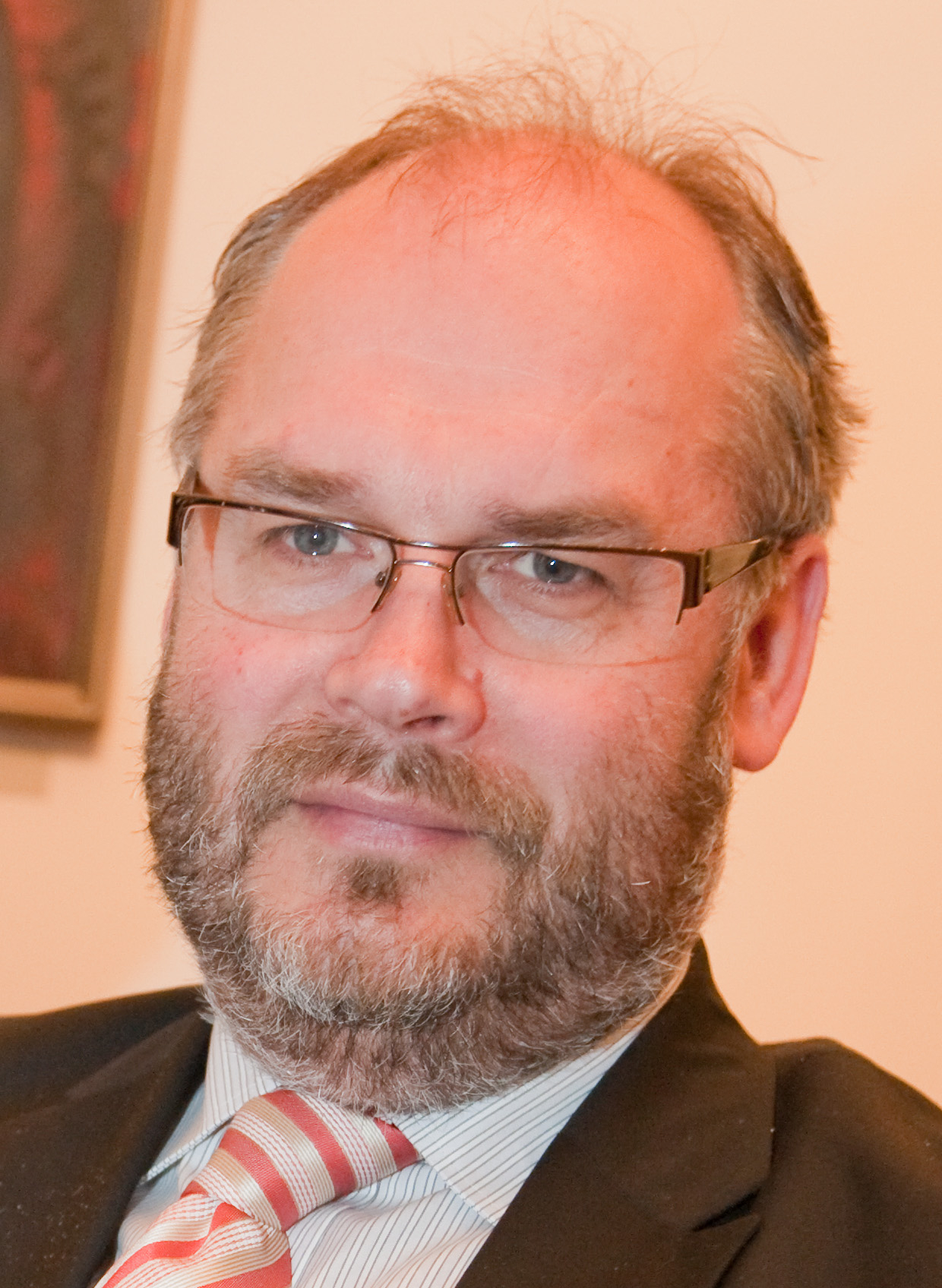
현직 대통령 알라르 카리스

에스토니아 대통령(에스토니아어: Eesti Vabariigi President)은 에스토니아의 일부만 명예직인 국가 원수이며 임기는 5년 중임제이며 1번 중임은 가능하지만 최대 임기는 10년이지만 정치적인 권력은 총리가 갖고 있다.

## 목록
| #                                    | 이름                   | 이미지 | 취임             | 퇴임             | 정당                  |
| ------------------------------------ | ---------------------- | ------ | ---------------- | ---------------- | --------------------- |
| 1                                    | 콘스탄틴 패츠          |        | 1938년 4월 24일  | 1940년 7월 23일  | 애국동맹              |
| 독립 후의 에스토니아 (1991년 - 현재) |                        |        |                  |                  |                       |
| 2                                    | 렌나르트 메리          |        | 1992년 10월 6일  | 2001년 10월 8일  | 조국연합              |
| 3                                    | 아르놀드 뤼텔          |        | 2001년 10월 8일  | 2006년 10월 9일  | 에스토니아 인민연합   |
| 4                                    | 토마스 헨드리크 일베스 |        | 2006년 10월 9일  | 2016년 10월 9일  | 에스토니아 사회민주당 |
| 5                                    | 케르스티 칼률라이드    |        | 2016년 10월 10일 | 2021년 10월 11일 | 무소속                |
| 6                                    | 알라르 카리스          |        | 2021년 10월 11일 |                  | 무소속                |

## 같이 보기
- 에스토니아의 총리